# 충효사
충효사(忠孝祠)는 강원특별자치도 원주시 문막읍 반계리에 있다. 2009년 11월 11일 원주시의 향토문화유산 제2009-3호로 지정되었다.

## 지정 사유
충효사는 충효공 황무진을 봉안한 사당으로 황무진은 아버지를 일찍 여의고 어머니에 대한 효성이 지대해 하늘에서 내린 효자라는 칭송을 받았으며, 호랑이도 그효성에 감동해 출입할 때 호랑이를 타고다녔다는 전설이 있다. 
또한 1627년 정묘호란때 병활동을 해 그 공으로 절충장군행용양위부사과에 봉해졌다.